# Sedem svobodnih umetnosti
Sedem svobodnih umetnosti ali lat. Septem artes liberales, je pojem ki je nastal leta 415, označuje pa tri stopnje govorne umetnosti (trivium) in štiri stopnje umetnosti, povezane z znanjem o številih (kvadrivium), skupaj pa tvorijo celokupno človeško znanje, vedenje. Tako postavljen, povezan sistem umetnosti in znanosti je opisal v svojem književnem delu De nuptiis Philologiae et Mercurii- (Poroka Filologije z Merkurjem) latinski pisatelj Martianus Capella. Trivium sestavljajo sledeče 3 govorne umetnosti:
- gramatika,
- retorika,
- dialektika.

Kvadrivium sestavljajo sledeče 4 umetnosti/znanosti s števili:
- aritmetika,
- geometrija,
- astronomija,
- glasba.